# Don't You Want Me (The Human League)
"Don't You Want Me" is een single van de Britse band The Human League. Het verscheen op hun album Dare uit 1981. Op 27 november van dat jaar werd het nummer uitgebracht als de vierde en laatste single van het album.

## Achtergrond
"Don't You Want Me" is geschreven door groepsleden Jo Callis, Philip Oakey, Philip Adrian Wright en geproduceerd door Martin Rushent. Oakey schreef de tekst nadat hij een fotostrip las in een tijdschrift voor tienermeisjes. Oorspronkelijk zou hij het alleen zingen, maar geïnspireerd door de film A Star Is Born besloot hij om het nummer een duet te maken met zangeres Susan Ann Sulley. Tot dat moment waren zij en de andere zangeres Joanne Catherall veroordeeld tot achtergrondzang. Toetsenisten Callis en Wright schreven een synthesizerlijn, die oorspronkelijk veel ruiger was dan op de uiteindelijke versie. Producer Rushent was ontevreden met vroege versies van het nummer en maakte met Callis een remix met een zachter geluid, dat volgens Oakey meer "poppy" was. Oakey haatte de nieuwe versie en dacht dat het het zwakste nummer op het album zou worden; hij zette het nummer als laatste track op het album.
Voor de uitgave van het album Dare werden in "The Sound of the Crowd", "Love Action (I Believe in Love)" en "Open Your Heart" al drie top 20-hits uitgebracht en Virgin-platenbaas Simon Draper wilde voor het eind van 1981 nog een single uitbrengen. Zijn keuze, "Don't You Want Me", zorgde voor een ruzie met Oakey, die niet wilde dat er een nieuwe single zou worden uitgebracht omdat hij vond dat "het publiek The Human League nu zat is" en dat de keuze voor de "slechte albumtrack" uit zou lopen op een deceptie. Virgin bracht de single uiteindelijk uit, Oakey ging hiermee akkoord op de voorwaarde dat er een grote kleurenposter bij de 7"-versie van de single werd uitgebracht, omdat hij dacht dat fans zich opgelicht zouden voelen met enkel een slechte single.

## Successen
"Don't You Want Me" werd, tegen de verwachtingen van Oakey in, een groot succes. De single stond in thuisland het Verenigd Koninkrijk rond Kerst 1981 op de nummer 1-positie in de UK Singles Chart en bleef daar vijf weken op staan. Het werd de meest succesvolle single die in 1981 werd uitgebracht, en het bleek de enige nummer 1-hit van de band in hun thuisland. Een half jaar later behaalde de single ook in de Verenigde Staten de eerste plaats in de Billboard Hot 100.
In Nederland was de plaat op vrijdag 8 januari 1982 Veronica Alarmschijf op Hilversum 3 en werd een grote hit. De plaat bereikte de 5e positie in de Nederlandse Top 40, de 6e positie in de Nationale Hitparade en zelfs de 3e positie in de TROS Top 50. In de Europese hitlijst op Hilversum 3, de TROS Europarade, bereikte de plaat de 4e positie.
In België bereikte de single de nummer 1-positie in zowel de Vlaamse Ultratop 50 als de Vlaamse Radio 2 Top 30.
Ook na het succes beschreef Oakey "Don't You Want Me" nog steeds als een overgewaardeerd nummer, maar erkende wel dat zijn eerdere kritiek misplaatst was. Ook moest hij vaak uitleggen dat het geen liefdeslied was, maar "een smerig nummer over seksuele machtspolitiek".
In 1995 werd "Don't You Want Me" opnieuw als single uitgebracht ter promotie van het verzamelalbum "Greatest Hits" en bereikte het in thuisland het Verenigd Koninkrijk de 16e positie. In 2014 kwam het opnieuw in de hitlijsten terecht nadat fans van de Schotse voetbalclub Aberdeen FC een actie startten om het nummer op de eerste plaats te krijgen nadat zij de Scottish League Cup wonnen. In het Verenigd Koninkrijk kwam het op de 19e positie terecht, terwijl in de Schotse hitlijst wel de nummer 1-positie werd bereikt.

## Videoclip
In de videoclip van "Don't You Want Me", geregisseerd door Steve Barron, speelt zangeres Sulley een succesvolle actrice die wegloopt bij "regisseur" Oakey op een filmset. De clip is gefilmd als een mystery-film en wordt neergezet als een "making of"-video. Barron werd beïnvloed door de cinematografie van de clip van de Ultravox-single "Vienna", die eerder dat jaar uitkwam, en door de film La Nuit américaine van François Truffaut. De clip werd in december 1981 uitgebracht.
De Rover SD1 (1981 - 1982) heeft een prominente rol in de videoclip. De wagen komt o.a. voor in het openingshot.

## Covers
"Don't You Want Me" is door verschillende artiesten gecoverd en op single uitgebracht. De Britse zangeres Mandy Smith bracht het in 1989 uit als haar meest succesvolle single onder de titel "Don't You Want Me Baby" en behaalde plaats 59 in haar thuisland. De Britse band The Farm kwam in 1992 tot de achttiende plaats in hun thuisland. In 2002 bracht de Zweedse Eurodance-groep Alcazar het nummer uit als single en bereikte diverse Europese hitlijsten met het nummer; in de Nederlandse Mega Top 100 stond het in de week van 8 juni 2002 eenmalig genoteerd op plaats 83, terwijl in de Vlaamse Ultratop 50 plaats 21 werd behaald.

## Hitnoteringen
Alle noteringen zijn behaald door de versie van The Human League.

### Nederlandse Top 40
| Hitnotering: 16-01-1982 t/m 06-03-1982 | Hitnotering: 16-01-1982 t/m 06-03-1982 | Hitnotering: 16-01-1982 t/m 06-03-1982 | Hitnotering: 16-01-1982 t/m 06-03-1982 | Hitnotering: 16-01-1982 t/m 06-03-1982 | Hitnotering: 16-01-1982 t/m 06-03-1982 | Hitnotering: 16-01-1982 t/m 06-03-1982 | Hitnotering: 16-01-1982 t/m 06-03-1982 | Hitnotering: 16-01-1982 t/m 06-03-1982 | Hitnotering: 16-01-1982 t/m 06-03-1982 |
| Week                                   | 1                                      | 2                                      | 3                                      | 4                                      | 5                                      | 6                                      | 7                                      | 8                                      |                                        |
| -------------------------------------- | -------------------------------------- | -------------------------------------- | -------------------------------------- | -------------------------------------- | -------------------------------------- | -------------------------------------- | -------------------------------------- | -------------------------------------- | -------------------------------------- |
| Positie                                | 24                                     | 12                                     | 5                                      | 5                                      | 5                                      | 7                                      | 19                                     | 29                                     | uit                                    |

### Nationale Hitparade
| Hitnotering: 23-01-1982 t/m 13-03-1982 | Hitnotering: 23-01-1982 t/m 13-03-1982 | Hitnotering: 23-01-1982 t/m 13-03-1982 | Hitnotering: 23-01-1982 t/m 13-03-1982 | Hitnotering: 23-01-1982 t/m 13-03-1982 | Hitnotering: 23-01-1982 t/m 13-03-1982 | Hitnotering: 23-01-1982 t/m 13-03-1982 | Hitnotering: 23-01-1982 t/m 13-03-1982 | Hitnotering: 23-01-1982 t/m 13-03-1982 | Hitnotering: 23-01-1982 t/m 13-03-1982 |
| Week                                   | 1                                      | 2                                      | 3                                      | 4                                      | 5                                      | 6                                      | 7                                      | 8                                      |                                        |
| -------------------------------------- | -------------------------------------- | -------------------------------------- | -------------------------------------- | -------------------------------------- | -------------------------------------- | -------------------------------------- | -------------------------------------- | -------------------------------------- | -------------------------------------- |
| Positie                                | 16                                     | 6                                      | 6                                      | 6                                      | 14                                     | 18                                     | 24                                     | 26                                     | uit                                    |

### TROS Top 50
Hitnotering: 14-01-1982 t/m 11-03-1982. Hoogste notering: #3 (1 week).

### TROS Europarade
Hitnotering: 27-12-1981 t/m 22-03-1982.
Hoogste notering: #4 (2 weken).

### NPO Radio 2 Top 2000
| Nummer met noteringen in de NPO Radio 2 Top 2000 | '99 | '00  | '01  | '02  | '03  | '04  | '05-'12 | '13  | '14  | '15  | '16  | '17  | '18  | '19  | '20  | '21  | '22  | '23  | '24  |
| ------------------------------------------------ | --- | ---- | ---- | ---- | ---- | ---- | ------- | ---- | ---- | ---- | ---- | ---- | ---- | ---- | ---- | ---- | ---- | ---- | ---- |
| Don't You Want Me                                | 928 | 1250 | 1464 | 1528 | 1729 | 1992 | -       | 1908 | 1786 | 1696 | 1620 | 1642 | 1615 | 1589 | 1587 | 1454 | 1504 | 1392 | 1393 |

1. ↑  Een '-' betekent dat het nummer niet was genoteerd en een vetgedrukt getal geeft de hoogste notering aan.